# 北遼
北遼，即耶律淳政權，是1122年遼朝滅亡前夕耶律淳在遼南京道析津府被耶律大石等人擁立並建立的政權，後來金朝攻佔燕京，北遼滅亡，國祚不足一年。亦有将之後的耶律雅里政權也归入耶律淳北辽政权的说法，二者合并记二年时间（1122年-1123年）。

## 名稱
《遼史》及《遼史紀事本末》均稱耶律淳政權為「北遼」。近代學者如李錫厚《遼金西夏史》、李崇智《中國歷代年號考》等沿用史書稱呼。
不過，個別當代學者對「北遼」之名提出質疑。葛華廷和高雅輝在《耶律淳政權「世號為北遼」之說質疑》論証，「北遼」為宋人對遼朝的稱呼，非專指耶律淳政權，與遼人稱呼宋朝為「南宋」相應。以「北遼」稱遼南京的耶律淳政權是元代修史人的錯誤理解、名不符實，以方位詞稱呼應以「南遼」為是，而稱的上「北遼」者，應以耶律雅里政權為妥。苗潤博在《<遼史>探源》中提出，該政權立於遼朝南京，且位於遼朝天祚帝、耶律雅里、耶律大石等政權之南方，絕無稱「北遼」之理，《遼史》的說法明顯有誤。認為元人在修史時大量徵引史願《北遼遺事》，元人對於書名「北遼」之實際所指早已不甚了了，且因該書大量內容記載耶律淳政權之事，於是產生了「世號為北遼」的誤解。儘管苗潤博質疑「北遼」之名，但亦未使用或肯定「南遼」之名。邱永嘉《遼末耶律淳政權建立原因探析》從葛說不用「北遼」稱呼耶律淳政權。

## 歷史

### 耶律淳稱帝
辽朝保大二年（1122年）正月，中京被金兵攻陷，天祚帝流亡夹山（今內蒙古自治區武川縣西南大青山），燕京地區與天祚帝失掉了聯絡，人心震動。李處溫、李處能兄弟外借怨軍，內結都統蕭幹，密謀擁立南京留守耶律淳為皇帝。召集左企弓、曹勇義等番漢百官及諸軍、父老等數萬人耶律淳的府第要求此事。耶律淳再三辭讓也不行，只好答應。三月，百官上尊號為天錫皇帝，改保大二年為建福元年，降封遼天祚帝為湘陰王。遼朝於是一分為二。雙方都使用「大遼」國號，自稱是遼的法統所在，史家為了區分這兩個遼政權，仍稱天祚帝政權為遼，稱天錫帝政權為北遼。

### 德妃稱制
建福元年（1122年）六月二十四日，耶律淳病死，德妃蕭普賢女以皇太后身份攝政，改元德興。期间击退宋朝进攻（宣和伐辽）。

### 金克燕京
德興元年（1122年）十二月五日，金朝兵抵居庸關，蕭德妃和耶律大石在夜間離開燕京，後投奔天祚帝，金朝攻佔燕京，北遼滅亡，國祚不足一年。後來，萧德妃在1123年二月二日因為謀反而被殺，但耶律大石卻得到赦免。

## 疆域
耶律淳的北遼政權建立後，繼承了遼朝南部的領土，疆域侷限在今北京、天津及河北省北部一帶。《遼史》記載「以燕、雲、平、上京、中京、遼西六路，淳主之；沙漠以北，南北路兩都招討府、諸蕃部族等，仍隸天祚。」實際上其中很多地方已經落入金朝之中，並非實際情況。

## 歷代君主列表
| 廟號 | 諡號                 | 漢名           | 契丹名 | 在世時間      | 年號 | 在位時間 |
| ---- | -------------------- | -------------- | ------ | ------------- | ---- | -------- |
| 宣宗 | 孝章皇帝             | 淳             | 涅果   | 1062年-1122年 | 建福 | 1122年   |
|      | （以皇太后身份称制） | 普賢女（德妃） |        | ？-1123年     | 德兴 | 1122年   |